# 最初の舞踏会
『最初の舞踏会』（Premier Bal）は、1941年に公開されたフランスの映画。監督はクリスチャン＝ジャック。出演はフェルナン・ルドゥーなど。

## キャスト
※日本語吹替はテレビ版（放送日1965年12月13日『テレビ名画座』）
- ニコル: マリー・デア（フランス語版）（吹替: 大森暁美）
- ミシェル: フェルナン・ルドゥー（吹替: 滝口順平）
- ジャン: レイモン・ルーロー（フランス語版）
- ダニエル: ギャビー・シルヴィア（フランス語版）
- エルネスト: フランソワ・ペリエ

## スタッフ
- 監督: クリスチャン＝ジャック
- 製作: アンドレ・ポールヴェ（フランス語版）
- 脚本: シャルル・スパーク（フランス語版）
- 撮影: ロジェ・ユベール（フランス語版）
- 編集: イヴォンヌ・マーティン（フランス語版）
- 音楽: ジョルジュ・ヴァン・パリス（フランス語版）